# Jonathan Kellerman
Jonathan Kellerman (New York, 9 augustus 1949) is een auteur van psychologische thrillers en van oorsprong klinisch psycholoog, gespecialiseerd in de behandeling van kinderen. Hij is getrouwd met Faye Kellerman en samen hebben ze vier kinderen. Faye is, net als Jonathan en oudste zoon Jesse Kellerman, een auteur van thrillerboeken.
Jonathan studeerde van 1966 tot 1971 aan de universiteit van Californië. Tijdens het laatste jaar van zijn studie maakte Kellerman samen met een vriend een komisch boek waarmee ze de Samuel Goldwyn Creative Writing Award wonnen. Na zijn studie promoveerde hij in 1974 in de psychologie aan de University of Southern California. Na zijn promotie specialiseerde hij zich in het behandelen van trauma's bij kinderen in het Kinderziekenhuis van Los Angeles.
Rond 1984 begon Jonathan fulltime boeken te schrijven. Met zijn debuutroman won hij de Edgar Allan Poe Awards en de Anthony Boucher Award. Hij werd bekend met een reeks boeken over kinderpsycholoog Alex Delaware.